# جون بويد (سياسي)
جون بويد (بالإنجليزية: John Boyd)‏ هو قاضي وسياسي أمريكي، ولد في 17 مارس 1799، وتوفي في 1 ديسمبر 1881. انتخب عضو مجلس نواب كونيتيكت.